# ديمتري سيتاك
ديمتري سيتاك مواليد 4 مارس 1983 في أورينبورغ، الاتحاد السوفيتي، هو لاعب كرة مضرب روسي بدأ مسيرته كمحترف سنة 2000 يلعب باليد اليمنى. أعلى تصنيف له في الفردي كان المركز الـ 356 في سنة 2003. أعلى تصنيف له في الزوجي كان المركز الـ 138 في سنة 2010.

## النهائيات

### الزوجي: 3 (2–1)
| الحصيلة | الرقم | التاريخ       | الدورة                    | الأرضية | الشريك             | المنافس في النهائي                  | النتيجة          |
| الفوزs  | 1.    | 10 مايو 2009  | سان ريمو، إيطاليا         | ترابية  | يوري شوكين         | دانييلي براشييلي جيانكارلو بترازولو | 6–4, 7–6(7–4)    |
| الفوزs  | 2.    | 8 نوفمبر 2009 | تشان تشون، كوريا الجنوبية | صلبة    | أنديس جوسكا        | لي هسين هان يانغ تسونغ هوا          | 3–6, 6–3, [10–2] |
| الوصافة | 3.    | 14 مارس 2010  | المغرب، المغرب            | ترابية  | ألكسندر دولغوبولوف | إيلايجا بوزولجاك دانييلي براشييلي   | 4–6, 4–6         |

## روابط خارجية
- ديمتري سيتاك على موقع رابطة محترفي التنس (الإنجليزية)
- ديمتري سيتاك على موقع الاتحاد الدولي لكرة المضرب (الإنجليزية)
- ديمتري سيتاك على موقع خلاصة التنس.كوم (الإنجليزية)